# Yūsaku Toyoshima
Yūsaku Toyoshima (japanisch 豊嶋 邑作 Toyoshima Yūsaku; * 6. Juli 1991 in Tsukubamirai) ist ein ehemaliger japanischer Fußballspieler.

## Karriere
Toyoshima erlernte das Fußballspielen in der Jugendmannschaft von Kashiwa Reysol. Seinen ersten Vertrag unterschrieb er 2011 bei CS Visé. Danach spielte er in den ersten Mannschaften von FC Zaria Bălți, FC Jūrmala, FK Lovćen Cetinje und FK Berane. 2015 wechselte er zum Drittligisten Grulla Morioka und 2017 zu Tochigi Uva FC. Nach der Saison 2017/18 beendete er seine Karriere als Fußballspieler.